# 西水坡遗址
西水坡遗址是在中国河南濮阳被发现的一个仰韶文化的遗迹，1987年5月在施工时被发现。它位于濮阳市区内，面积约五万平方米，被发掘的遗迹包括房基、窖穴和墓葬。其中墓葬中除仰韶文化的墓葬外还有少数属于龙山文化和东周。出土的文物包括陶器、石器和骨器。
西水坡遗址发掘出了蚌塑龙形图案，距今6400年左右，其成形时间在中国国内已发掘文物中是最早的，被考古界誉为“中华第一龙”。
2013年5月，被是中国国务院核定公布为第七批全国重点文物保护单位。